# 毛叶葶苈
毛叶葶苈（学名：Draba lasiophylla）为十字花科葶苈属下的一个种。

## 变种
光果毛叶葶苈（学名：Draba lasiophylla var. leiocarpa）是十字花科葶苈属毛叶葶苈的变种。分布于中国大陆的西藏等地，生长于海拔4,850米的地区，多生在山坡坡脚。

## 扩展阅读
- 維基物種上的相關：毛叶葶苈